# República de Pisa
A República de Pisa foi, de facto, um Estado independente localizado na península Itálica, que existiu entre 1060 e 1406, cuja capital era a cidade de Pisa. Ela cresceu de forma a tornar-se uma força económica, um centro comercial cujos mercadores dominaram o mar Mediterrâneo e a península Itálica no sector comercial, antes de ser superada por Génova. O poder de Pisa como uma poderosa nação marítima começou a crescer e chegou ao seu auge no século XI quando adquiriu fama tradicional como uma das quatro principais repúblicas marítimas históricas de Itália.

## Ascensão ao poder

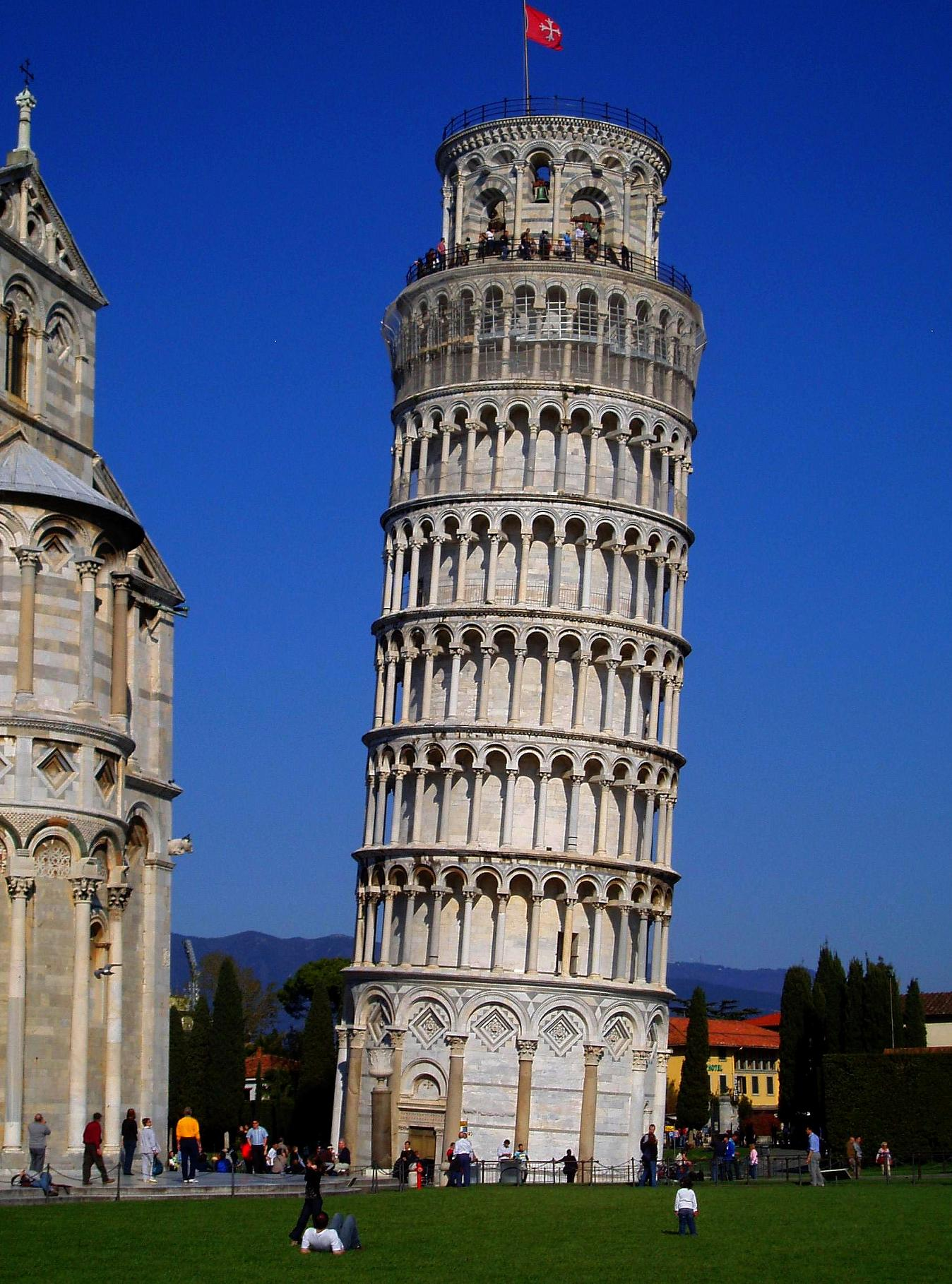
Uma visão clássica da Torre de Pisa

Naquela época, a cidade era um importante centro comercial e controlava uma frota significativa da marinha mercante do Mediterrâneo. Ela expandiu o seu poder em 1005 pelo saque de Régio da Calábria, no sul da Itália. Pisa continuou em conflito com os sarracenos, que tinham as suas bases em Sardenha e Córsega, para o controlo do Mediterrâneo. Em 1017, foi conquistada a Sardenha, em aliança com a República de Génova, pela derrota do rei mouro Mugahid. Esta vitória deu a supremacia de Pisa sobre o mar Tirreno. Quando os pisanos, posteriormente, afastaram os genoveses da Sardenha, um novo conflito e rivalidade nasceu entre as duas Repúblicas. Entre 1030 e 1035, Pisa venceu várias batalhas contra cidades rivais na Sicília e conquistou Cartago, no Norte de África. Entre 1051 e 1052, o almirante Jacopo Ciurini conquistou Córsega, provocando mais ressentimentos aos genoveses. Em 1063, os pisanos abordaram o Normando Rogério I da Sicília, que conduzia uma campanha que devia durar mais de três décadas para conquistar Sicília, com a perspectiva de um ataque conjunto em Palermo. Rogério desistiu devido a outros compromissos que ele tinha. O ataque de Pisa, sem qualquer apoio terrestre, fracassou.
Pisa, em 1060, teve de intervir na sua primeira batalha com Génova. A vitória dos pisanos ajudou a consolidar a sua posição no Mediterrâneo. O Papa Gregório VII reconheceu em 1077 "As leis e os costumes do mar" instituídas pelos pisanos, e o imperador Henrique IV concedeu-lhes o direito a ter cônsules, aconselhado por um Conselho de Anciãos. Esta foi apenas uma confirmação da situação actual, porque nesses anos o marquês já tinha sido excluído do poder. Em 1092, o Papa Urbano II adjudicou a supremacia de Pisa sobre Córsega e Sardenha, e ao mesmo tempo elevar a vila à categoria de arcebispado. Pisa saqueou a cidade ifriquiana de Mádia em 1088. Quatro anos mais tarde, navios genoveses e pisanos ajudaram Afonso VI de Leão e Castela para expulsar El Cid de Valência.

## Pisa e as Cruzadas
Uma frota pisana de 120 navios participou na Primeira Cruzada e os pisanos foram determinantes para a tomada de Jerusalém em 1099. No seu caminho à Palestina, os navios não perderam a ocasião para saquear algumas ilhas bizantinas: os expedicionários pisanos foram liderados pelo seu arcebispo Daiberto, o futuro patriarca de Jerusalém.
Pisa e outras repúblicas marítimas aproveitaram-se da Cruzada para estabelecer postos comerciais e colónias em regiões costeiras do leste da Síria, Líbano e Palestina. Em particular, os pisanos fundaram colónias em Antioquia, Acre, Jafa, Trípoli, Tiro, Jafa, Lataquia e Accone. Eles também tinham outras possessões em Jerusalém e em Cesareia, e mais algumas pequenas colónias (com menos autonomia), no Cairo, Alexandria e, claro, em Constantinopla, onde o imperador bizantino Aleixo I Comneno, concedeu-lhes direitos especiais de atracarem e de negociarem. Em todas estas cidades, foram concedidos privilégios e imunidade de tributação aos pisanos, mas tiveram que contribuir para a defesa em caso de ataque. No século XII, um quartel pisano situado na parte oriental de Constantinopla tinha crescido para mil pessoas. Durante alguns anos desse século, Pisa foi o mais proeminente comerciante e aliado militar do Império Bizantino, superado somente por Veneza.

## Declínio de Pisa
O poder de Pisa como uma potência internacional foi definitivamente destruído pela esmagadora derrota na Batalha marítima de Meloria contra Génova, em 1284, na qual a maioria dos seus barcos foram destruídos e muitos dos marinheiros foram capturados como prisioneiros. Em 1290, um atentado contra os navios genoveses no porto pisano causaram a sua destruição.
Como parte dos domínios da Casa de Visconti após 1399, Pisa, em seguida, foi vendida a Florença, em 1402, após uma sangrenta e inútil resistência, o município foi finalmente dominado em 1406.